# 道の駅南ふらの
道の駅南ふらの（みちのえき みなみふらの）は、北海道空知郡南富良野町にある国道38号の道の駅。狩勝峠の近くに位置する。
2025年（令和7年）4月26日にリニューアルオープンした。

## 主な施設
- 駐車場
  - 普通車：76台
  - 大型車：10台
  - 身障者用：1台
- トイレ
  - 男：大 3器（3器） 小 5器（5器）
  - 女：10器（10器）
  - 身障者用：1器（1器）

※（）内は24時間使用可能
- 公衆電話：1台

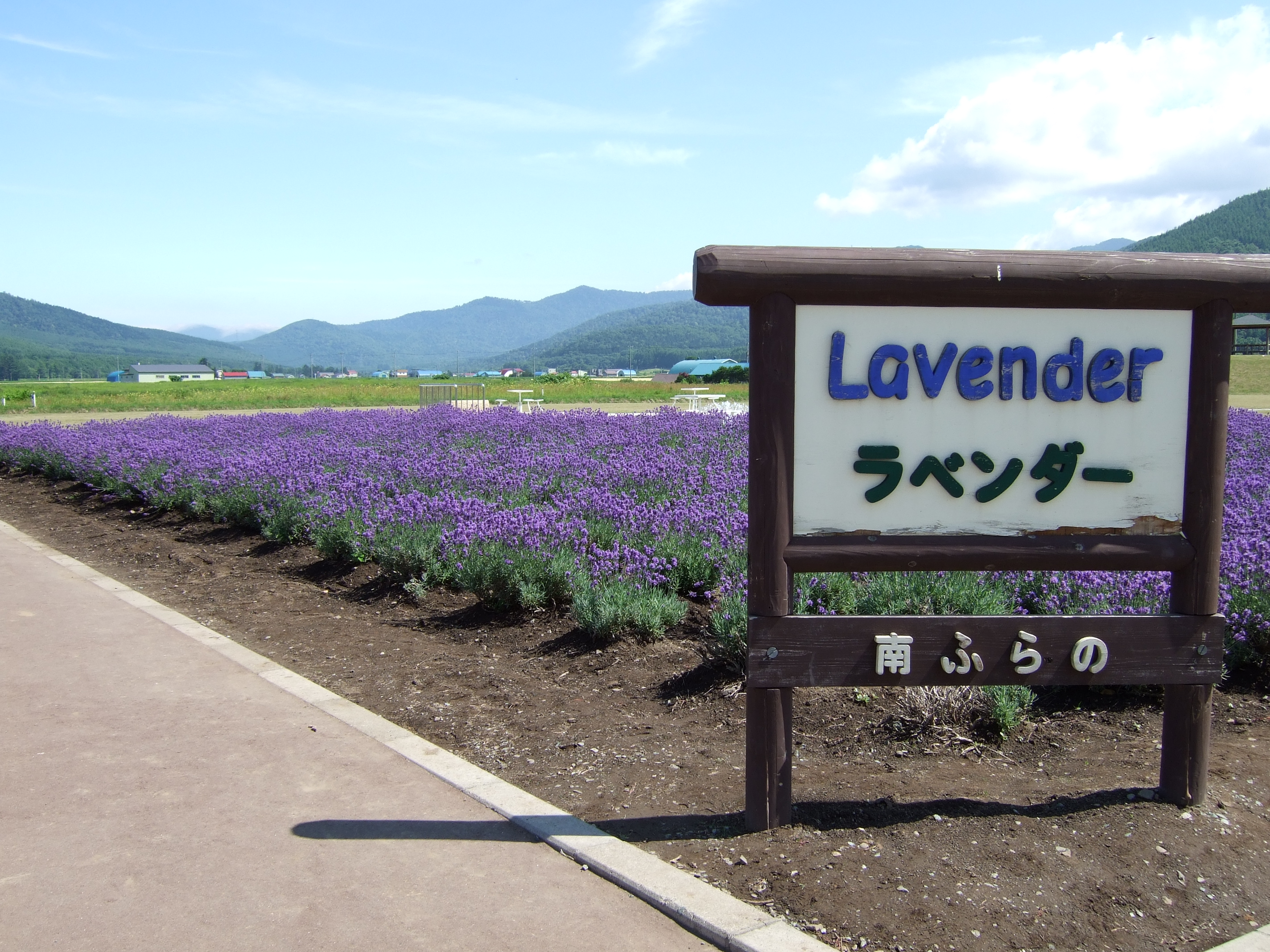
建物横にあるラベンダー畑

- 売店「南ふらの物産センター」9:00 - 19:00（6月 - 9月）、9:00 - 17:00（10月 - 5月）
- レストラン
- 森林展示コーナー
- 複合商業施設（モンベル南富良野店、フードコート6店舗）
- ホテル「フェアフィールド・バイ・マリオット・北海道南富良野」

## 休館日
- 年末年始（12月31日 - 1月2日）
- 秋期に休館の場合がある

## 再編整備計画
2019年度に重点道の駅指定を受け再編整備計画に着手。2022年にモンベル南富良野店を核テナントとした複合商業施設や宿泊施設「フェアフィールド・バイ・マリオット・北海道南富良野」を開業し滞在型アクティビティ拠点の役割を担い、2024年の全面開業を予定している。
2024年4月、前月限りで廃止となる根室本線（富良野 - 新得間）に代わる交通手段として、従来西達布止まりだった路線バス（西達布線）を延伸。ノースライナー（狩勝峠経由）の増便、道の駅を通り東鹿越とトマムの間を結ぶデマンドバスの新設なども行う。さらに道の駅での乗り継ぎを考慮したダイヤが組まれ、道の駅を事実上幾寅地区のバスターミナル化する。
道の駅「南ふらの」敷地内の物産センターについては2024年10月1日から臨時休館し、2025年4月26日にリニューアルオープンした。

## アクセス
- 国道38号 - 登録路線
- 北海道道465号金山幾寅停車場線

バス停留所がある。2024年3月までは、一部の都市間高速バスが停車するのみだったが、同年4月からは大幅に増便された（前述）。

## 周辺
- かなやま湖
- 金山ダム
- 旧幾寅駅（JR北海道・根室本線）